# PowerSoft
Powersoft S.p.A. una compañía italiana privada que se especializa en el diseño, producción y comercialización de una amplia variedad de tecnologías high-end profesionales patentadas para los mercados de audio profesional y gestión de flotas. 

## Divisiones
Powersoft Audio,  que produce productos tales como amplificadores de potencia, componentes para altoparlantes y software de audio para uso principalmente en aplicaciones de sonido e instalaciones en todo el mundo.
Powersoft Mobility, que desarrolla y provee productos y servicios para dirección de flotas de vehículos. Esta división, que es una empresa hermana de Powersoft Audio, distribuye unidades integradas y servicios relacionados para los mercados de gestión de flotas de vehículos públicos, privados y comerciales para una variedad de aplicaciones.
Los productos de la empresa hechos en Italia están disponibles en más de 50 países, con una extensa red de distribuidores autorizados y centros de servicio.
Powersoft también posee una compañía hermana en Estados Unidos, que trabaja bajo contrato con varios agentes para expandir aún más la presencia de marca de la compañía.

## Historia de la empresa
La compañía fue fundada en 1995 por los hermanos Luca Lastrucci, Claudio Lastrucci y su amigo en común Antonio Peruch, inicialmente en un garaje y luego en un pequeño apartamento en Florencia, Italia.
El nombre Powersoft fue elegido porque unía la potencia (“power”) del hardware para amplificación de audio y el software para aplicaciones de inteligencia artificial. Combinando su amor por la música, la tecnología y la experimentación, los tres jóvenes ingenieros electrónicos en poco tiempo desarrollaron el primer proyecto de la empresa: un amplificador de 12 voltios para dar potencia al sistema de sonido de un automóvil. La empresa pronto comenzó a diseñar productos para una variedad de aplicaciones — tales como amplificadores de potencia para el mercado de audio profesional y plataformas telemáticas para incluir en vehículos para los mercados de transporte público, privado y comercial. 
A lo largo del curso de su historia, Powersoft ha obtenido crédito por varias innovaciones en la industria y por algunos productos que fueron los primeros en la misma. Por ejemplo, ya en 1996, la empresa dominaba el diseño y desarrollo de un nuevo amplificador Clase D que podía entregar altos niveles de potencia consistentemente confiables — algo que no había sido logrado antes. La amplificación Clase-D  al comienzo fue denominada como inferior por la industria de amplificadores. Hoy, esta tecnología es considerada un estándar en la industria. that was able to deliver consistently reliable high power levels — something that hadn’t been achieved before. Class-D amplification was once regarded by the amplifier industry as inferior; now, the technology is considered an industry standard.
En 1996, junto con innovaciones paralelas de Powersoft Audio, la división Powersoft Mobility lanzó su primer producto, Supertel: un sistema Interactive Voice Response (IVR) automático basado en el reconocimiento de habla en múltiples idiomas y tecnologías de síntesis de texto-a-habla. Supertel marcaría el camino para varios productos futuros a venir en Powersoft Mobility, incluyendo RadioBus para el área de Milán, que fue evaluado como la mejor solución para servicio de transporte público a pedido en Europa.  
Mientras tanto, dentro de la división de audio, el desarrollo de la tecnología switching con frecuencia fija proveyó varios beneficios a sus productos profesionales, incluyendo fuga de ruido bajo sin precedentes, bajo crosstalk y un comportamiento determinista adaptándose a cualquier y todo nivel de potencia. Esto ayudó a corregir la percepción general de la industria de que las fuentes de potencia switching eran menos estables. Usando su propia tecnología patentada, las fuentes de potencia switching de Powersoft también pudieron reducir enormemente la disipación de calor, entregar fuerza electromagnética reversa (reciclaje activo de la energía reactiva de los altavoces), mientras dirigen fácilmente cargas de impedancia. Estas innovaciones de tecnología hicieron a Powersoft una opción consciente del medio ambiente entre las marcas de amplificadores.
En 1997, Powersoft presentó patentes y lanzó su primera plataforma de producto:  DIGAM, consistiendo de los modelos DIGAM 3000, 5000 y 7000. La plataforma DIGAM fue el resultado de una colaboración entre los departamentos de Investigación & Desarrollo de Powersoft Audio y Powersoft Mobility, y le otorgó a la empresa varias patentes permitiéndole escalar rápidamente sus operaciones y contratar más empleados. Luego de volverse evidente que la opción integrada basada en hardware sería posible, los departamentos de I&D de las dos divisiones de Powersoft colaboraron en muchos otros productos que apuntarían tanto al mercado de audio profesional como al de movilidad.
Desde una perspectiva de producto, la colaboración también ayudó a lograr eficiencia de potencia superior y performance de salida sostenida al combinar tecnología de amplificador en modo switch con Pulse Width Modulation (PWM o Modulación de Anchura de Pulso) y filtro de etapa de salida de carga independiente. Powersoft fue la primera empresa en introducir Power Factor Correction (PFC o Corrección de Factor de Potencia) en amplificadores profesionales, refinando aún más el funcionamiento de sus amplificadores Clase D y entregando al mismo tiempo confiabilidad vastamente aumentada. Mientras tanto, otras importantes marcas de amplificadores en la industria aún estaban produciendo amplificadores analógicos. Poco tiempo después, Outline s.r.l., un fabricante con base en Italia de productos de audio profesional incluyendo altoparlantes, realizó una orden de 500 amplificadores DIGAM 7000, la mayor orden de la empresa hasta la fecha.
Siguiendo el éxito temprano del DIGAM 7000 en la división de audio, Powersoft rápidamente amplió sus operaciones, consiguió nuevos proveedores y estableció edificios innovadores de test y ensamble de productos. Desde el principio de su historia y siguiendo algunos de sus primeros éxitos comerciales, Powersoft tomó el compromiso de invertir 10% de sus ingresos en la investigación y desarrollo de tecnologías de audio y movilidad pioneras a medida que sus amplificadores se hicieron aún más livianos y más eficientes.
En 1999, Powersoft Mobility diseñó y desarrolló un regulador de voltaje integrado para el equipo italiano de Fórmula 1. Este desarrollo fue un catalizador para muchos otros productos que serían presentados a través de Powersoft Mobility a lo largo del curso del comienzo de 2000. Varios de los productos nuevos lanzados presenciaron el aumento de la incursión de Powersoft Mobility en la fabricación y distribución de plataformas de transporte y unidades de microcontrolador sofisticadas.
En 2000, Powersoft Audio continuó su innovación con el lanzamiento de su  Q Series  — los primeros amplificadores de potencia de cuatro canales. Estos amplificadores podían entregar una densidad de potencia más alta en un formato de gabinete más compacto.
En 2001, los diseños de Powersoft se hicieron aún más compactos, livianos y eficientes con el módulo amplificador Powermod II, que en aquel momento presentaba la más alta densidad de potencia que cualquier amplificador fabricado hasta la época. Fue esta tecnología que abrió las puertas a los diseños de altoparlantes activos que tanto predominan hoy. Los anteriores amplificadores enormes, pesados y limitados en modo general de los tiempos antiguos habían sido reemplazados por una solución que era enormemente menor y considerablemente más potente. 
2002 llevó a una nueva dimensión de control sobre los altoparlantes activos para los productos de Powersoft Audio, con la aparición de la tecnología DSP en su nueva línea de amplificadores  Digimod1000. La introducción del procesamiento de señal dentro de los altoparlantes activos proveyó más control, personalización de sistema y mayor flexibilidad en general para los usuarios. En 2003, Powersoft lanzó una etapa de salida compacta de dos canales puenteable: el módulo No Power Supply. Esto extendió ampliamente la gama de posibles configuraciones multimedia para posicionar dentro de un gabinete de altoparlante.
Mientras tanto, desde comienzos de 2000 hubo continuas innovaciones tecnológicas dentro de Powersoft Mobility con productos como PTVA una unidad basada en PC automotiva certificada e integrada diseñada para anuncios de audio de “próxima parada” y entrega de boletos en autobuses públicos. En 2002, con la introducción de PowerLAC, Powersoft Mobility  proveyó otra solución integrada con capacidades de controlador ARM, diseñada para vehículos, camiones y trenes. Más tarde ese mismo año, la empresa introdujo PowerTr@ck: una plataforma de software de control y monitoreo basada en web para control y dirección de flotas. 
Poco tiempo después en 2004, GrilloParlante proveyó un aparato portátil interactivo innovador integrado que agregaba capacidades de control con un asistente de conducción incorporado y multimedia basado en localización. En el mismo 2004, la compañía creó TraceBox, su primera solución de caja negra altamente eficiente para vehículos, camiones y contenedores. 
Simultáneamente en 2004, Powersoft Audio lanzó los amplificadores de la K series que representaba la culminación de la experiencia de la empresa en amplificadores en aquella época, y cuya tecnología fue posteriormente adoptada ampliamente en toda la industria del audio. La K Series presentó potentes capacidades de red y procesamiento de señal digital (DSP), acompañando una nueva era de adaptabilidad y control de sistema para los usuarios finales en los mercados de sonido instalado y touring. La K Series también manifestó lo que se convertiría en un diferenciador clave para la compañía en el mercado de audio profesional: su habilidad para diseñar y fabricar amplificadores livianos, de alta potencia y de energía eficiente para una variedad de aplicaciones incluyendo arenas deportivos, estadios, parques temáticos, clubes nocturnos, iglesias, salas para actuaciones y muchos otros ambientes. Al emplear amplificadores de la K Series, que eran mucho más livianos y más eficientes que los modelos de la competencia, las empresas de touring y sonido instalado podían reducir drásticamente sus costos de transporte, operativos y tiempos de montaje. 
Poco tiempo después del lanzamiento de su K Series, la empresa introdujo los amplificadores de la LQ Series, que introdujo una nueva era para permitir a los usuarios control con capacidades de software de dirección y control remoto. Esta fue tal vez la primera encarnación del software Armonía Pro Audio Suite de la compañía, que funcionaba en combinación con los amplificadores Powersoft para proveer a los usuarios una amplia cantidad de control basado en DSP sobre sus sistemas de altoparlantes enteros.
2007 vio a Powersoft introducir el DigiMod 3000PFC, que utilizaba tecnología Power Factor Correction (PFC) para asegurar estabilidad de potencia y menos disipación, dando un funcionamiento general más predecible. Más tarde ese año, el IpalMod de la empresa, usando una retroalimentación loop, ofrecía a los fabricantes de altoparlantes la habilidad modificar ciertos parámetros del driver, haciendo posible adaptar las características físicas de un transductor a un diseño acústico particular. 
Mientras tanto, dentro de Powersoft Mobility, 2006 tuvo la introducción de Communication Router, una unidad integrada diseñada para aplicaciones en subte y vías férreas, y en 2008, la División trajo el UCB2 al mercado. Esta era una unidad integrada multifunción basada en PC diseñada principalmente para aplicaciones en autobús. La innovación continuó en Powersoft Mobility, cuando en 2009 fue introducido un nuevo tipo de producto: SmartSeal, un sello electrónico patentado y una solución inteligente para sistemas de protección de sitios.
La década de 2010 vio a Powersoft Mobility continuar refinando su legado de sistemas integrados para vehículos y trenes. Tres productos altamente innovadores fueron introducidos en 2010: primero, el PowerLAC-R era una unidad de tablero robusta presentando capacidades de controlador ARM, diseñada y certificada principalmente para aplicaciones en vías férreas. Segundo, la empresa introdujo LocaMezzi, una solución para vías de tren basada en web con potentes aplicaciones de dirección. Por último en 2010, Powersoft Mobility lanzó al mercado el PowerLAC-2. Esta era una nueva versión de unidad integrada robusta diseñada para vehículos, camiones y trenes.
En 2012, la compañía introdujo soluciones de manejo de flotas más refinadas y compactas incluyendo UCB-ETX: una unidad integrada multifunción basada en PC diseñada principalmente para aplicaciones en autobús. SmartViewer, también presentada en 2012, era una consola de conductor interactiva multifunción de 7” también usada para aplicaciones de transporte integradas.
Hoy, como una división hermana de Powersoft Audio, Powersoft Mobility ofrece soluciones en cinco áreas principales: Planificación de Rutas Automática, Análisis y Monitoreo de Tráfico Urbano, Localización y Monitoreo de Flotas, AVM - Certificación de Servicio y Anuncios Integrados, y Sistemas de Transporte Receptivo On Demand. 

### DEVA
La siguiente innovación importante de Powersoft Audio llegó en 2013 con la introducción de Deva, una unidad multimedia ‘todo en uno’ con sofisticadas características incorporadas de mensajes, video, seguridad y redes. El producto — que funciona con energía solar e integra tecnología GPS — es ideal para ambientes de instalación en interiores y exteriores y puede ser escalado a lo largo de grandes áreas prácticamente sin cables.

### M-Force
También durante 2013, Powersoft lanzó su tecnología M-Force al mercado. M-Force fue una innovación importante en el manejo de potencia y conversión electromagnética, dependiendo de una estructura de motor lineal con imán móvil en vez de la tecnología de transductor tradicional para generar ondas sonoras de baja frecuencia con energía extremadamente alta. 
Estas dos tecnologías, que surgieron como resultado de las vastas competencias de investigación y desarrollo de Powersoft, llevaron a la empresa a explorar muchos usos nuevos potenciales para su tecnología tales como seguridad interactiva y aplicaciones en ciudades inteligentes — transformando al mismo tiempo aplicaciones existentes en el espacio de subwoofer tradicional. Desde el lanzamiento de M-Force en 2013, muchas empresas de altavoces han adoptado la tecnología para subwoofer de Powersoft dentro de sus altoparlantes, incluyendo ATK Audiotek, DAS Audio, Funktion One, Apia, AudioFocus, PK Sound, STS, Enewave, MAG Cinema, Rat Sound.
Mientras tanto, el M-System, basado en el transductor de motor M-Force y el amplificador switching M-Drive fue desarrollado como la más reciente solución para subwoofers de alta salida. Como un sistema basado en imán móvil que supera las limitaciones físicas de los subwoofers tradicionales, el sistema saca provecho de la tecnología Differential Pressure Control (DPC® o Control de Presión Diferencial) de Powersoft. Para los fabricantes de altoparlantes y usuarios finales, M-System puede proveer una reproducción de frecuencia grave potente llegando hasta las áreas más bajas del espectro de frecuencia, como también distorsión más baja y niveles de presión sonora más altos comparado con diseños de bobina móvil tradicionales.
En el año siguiente, en 2014, Powersoft lanzó sus amplificadores s X Series, incluyendo el modelo X4 de cuatro canales y el X8 de ocho canales. La X Series fue la primera plataforma de amplificador en presentar DSP integrado, haciendo a estos amplificadores más flexibles en una amplia gama de utilización de altoparlantes. La X Series fue rápidamente adoptada por la gira internacional de Red Hot Chili Peppers  cuando la empresa Rat Sound, con base en Camarillo, California, usó los Powersoft X4 como un componente integral de sus monitores SuperWedge. Los monitores SuperWedge fueron usados en combinación con el software Armonía de Powersoft para entregar configuraciones de salida de monitor múltiples para la banda, junto con sonido detallado y nítido.
En 2015, la empresa introdujo su serie de amplificadores Ottocanali DSP+D. La X Series de Powersoft implementaba un nuevo sistema de ruteo de canal, como también una fuente de potencia trifásica y DSP multifunción. Mientras tanto, la Ottocanali DSP+D implementaba procesamiento de señal avanzado y total compatibilidad con Dante™ de Audinate®.

## Innovaciones de Producto

### Powersoft Audio
- 1995  Tecnología Clase D - Introducida por Powersoft, tecnología switching que trajo nuevos niveles de eficiencia de amplificación a la industria
- 1997  DIGAM 7000[3]
- 2000  Q Series
- 2002  Digimod 1000
- 2004  K Series
- 2007  Digimod 3000 & IPALMOD
- 2012  DSP-4
- 2013  DEVA[7] & M-Force[24]
- 2014  X Series
- 2015  Ottocanali DSP+D

### Powersoft Mobility
- 1996   Supertel: Sistema de respuesta de Voz interactivo IVR automático para líneas telefónicas
- 1999   Regulador de voltaje para el Equipo Italiano de F1
- 2000   PTVA
- 2002   PowerLAC - PowerTr@ck
- 2003   GrilloParlante - UCB
- 2004   TraceBox
- 2006   Communication Router
- 2008   UCB2
- 2009   SmartSeal
- 2010   PowerLAC-R - LocaMezzi - PowerLAC-2
- 2012   UCB-ETX - SmartViewer

## Reconocimientos
- 2012  The Readers Choice Awards 12 - Ganador - M Series HDSP
- 2013  AV Awards 13 - Producto de audio del año - Altamente elogiado Ottocanali 1204 de Powersoft[25]
- 2013  The Readers Choice Awards 13 - Ganador  - K10
- 2014  The Readers Choice Awards 14 - Ganador  - Ottocanali 12K4
- 2014  The Readers Choice Awards 14 - Ganador  - Deva
- 2015  The Readers Choice Awards 15 - Ganador  - X Series
- 2016  InAVation Awards 16 - Ganador en Tecnología - Ottocanali DSP+D Series[26]